# First Division Monument
Le First Division Monument , situé dans le parc du Président, commémore ceux qui sont morts en servant dans la 1re Division d'infanterie de l'armée américaine. Le monument est l’œuvre des architectes Cass Gilbert et Cass Gilbert, Jr. et du sculpteur Daniel Chester French. 